# Bataille du Lubuya
Campagne zouloue contre les Swazis en 1839
La bataille du Lubuya ou Lubuye est livrée au début de l'année 1839 en Eswatini, lors de la campagne menée par les Zoulous contre les Swazis.

## Déroulement
Le roi zoulou Dingane, souhaitant soumettre les Swazis sous son autorité et conquérir leur pays, envoie une forte expédition composée de quatre amabutho (régiments). Les Swazis prenant la mesure de la gravité de la menace se rassemblent autour de Mngayi Fakudze, principal général du roi Sobhuza Ier, et affrontent les envahisseurs. Le combat fait rage pendant un jour entier et les pertes sont très importantes des deux côtés. Toutefois, les Zoulous dont deux amabutho sont quasiment détruits abandonnent le lendemain le champ de bataille et se replient vers le Zoulouland.
La bataille a des conséquences déterminantes pour les deux belligérants. Pour les Swazis, elle assure l'indépendance de la région vis-à-vis des Zoulous. Pour ces derniers, l'issue désastreuse de la campagne, qui vient s'ajouter d'une part aux défaites subies lors de la guerre contre les Boers, notamment sur la Blood River en 1838, et d'autre part aux concessions territoriales importantes que cette guerre malheureuse a entrainé, contribue au mouvement de mécontentement qui se manifeste contre la politique de Dingane et à la rébellion de Mpande son demi-frère .
Ce dernier, après son accession au pouvoir, se lance à son tour dans des expéditions contre les Swazis. La dernière survenue en 1852 est près de réussir à conquérir leur pays, mais l'armée zouloue doit se retirer sous la pression des autorités britanniques inquiètes devant l'afflux aux frontières du Natal de milliers de réfugiés fuyant l'invasion .